# 동경 35도
동경 35도(東經35度)는 본초 자오선에서 동쪽으로 35도 떨어진 경선이다. 북극점에서 시작하여 북극해, 유럽, 아시아, 아프리카, 인도양, 남극해, 남극을 거쳐 남극점에 이른다.
동경 35도는 서경 145도와 이어져 지구의 둘레를 이룬다.
북극점에서 남극점까지 동경 35도선은 다음 지역을 지나간다.
| 좌표                                                  | 나라, 지역, 해역   | 주석                                                   |
| ----------------------------------------------------- | ------------------ | ------------------------------------------------------ |
| 북위 90° 0′ 동경 35° 0′  / 북위 90.000° 동경 35.000°  | 북극해             |                                                        |
| 북위 80° 18′ 동경 35° 0′  / 북위 80.300° 동경 35.000° | 바렌츠해           |                                                        |
| 북위 69° 12′ 동경 35° 0′  / 북위 69.200° 동경 35.000° | 러시아             | 콜라반도                                               |
| 북위 66° 33′ 동경 35° 0′  / 북위 66.550° 동경 35.000° | 백해               | 칸달락샤만                                             |
| 북위 65° 45′ 동경 35° 0′  / 북위 65.750° 동경 35.000° | 러시아             | 니코노프섬                                             |
| 북위 65° 43′ 동경 35° 0′  / 북위 65.717° 동경 35.000° | 백해               |                                                        |
| 북위 64° 45′ 동경 35° 0′  / 북위 64.750° 동경 35.000° | 러시아             | 슈조스트로프섬                                         |
| 북위 64° 44′ 동경 35° 0′  / 북위 64.733° 동경 35.000° | 백해               | 오네가만                                               |
| 북위 64° 25′ 동경 35° 0′  / 북위 64.417° 동경 35.000° | 러시아             | 오네가호를 통과함                                      |
| 북위 51° 14′ 동경 35° 0′  / 북위 51.233° 동경 35.000° | 우크라이나         |                                                        |
| 북위 46° 15′ 동경 35° 0′  / 북위 46.250° 동경 35.000° | 아조프해           |                                                        |
| 북위 45° 44′ 동경 35° 0′  / 북위 45.733° 동경 35.000° | 우크라이나         | 크림 자치 공화국                                       |
| 북위 44° 50′ 동경 35° 0′  / 북위 44.833° 동경 35.000° | 흑해               |                                                        |
| 북위 42° 5′ 동경 35° 0′  / 북위 42.083° 동경 35.000°  | 튀르키예           |                                                        |
| 북위 36° 43′ 동경 35° 0′  / 북위 36.717° 동경 35.000° | 지중해             |                                                        |
| 북위 32° 50′ 동경 35° 0′  / 북위 32.833° 동경 35.000° | 이스라엘           |                                                        |
| 북위 32° 16′ 동경 35° 0′  / 북위 32.267° 동경 35.000° | 요르단강 서안 지구 |                                                        |
| 북위 32° 4′ 동경 35° 0′  / 북위 32.067° 동경 35.000°  | 이스라엘           |                                                        |
| 북위 31° 51′ 동경 35° 0′  / 북위 31.850° 동경 35.000° | 요르단강 서안 지구 | 5km 정도                                               |
| 북위 31° 49′ 동경 35° 0′  / 북위 31.817° 동경 35.000° | 이스라엘           |                                                        |
| 북위 31° 38′ 동경 35° 0′  / 북위 31.633° 동경 35.000° | 요르단강 서안 지구 |                                                        |
| 북위 31° 21′ 동경 35° 0′  / 북위 31.350° 동경 35.000° | 이스라엘           |                                                        |
| 북위 29° 36′ 동경 35° 0′  / 북위 29.600° 동경 35.000° | 요르단             |                                                        |
| 북위 29° 21′ 동경 35° 0′  / 북위 29.350° 동경 35.000° | 사우디아라비아     |                                                        |
| 북위 28° 6′ 동경 35° 0′  / 북위 28.100° 동경 35.000°  | 홍해               |                                                        |
| 북위 24° 49′ 동경 35° 0′  / 북위 24.817° 동경 35.000° | 이집트             |                                                        |
| 북위 22° 51′ 동경 35° 0′  / 북위 22.850° 동경 35.000° | 할라입 트라이앵글  | 이집트의 영토이면서 수단이 영유권을 주장하는 분쟁 영토 |
| 북위 22° 0′ 동경 35° 0′  / 북위 22.000° 동경 35.000°  | 수단               |                                                        |
| 북위 11° 20′ 동경 35° 0′  / 북위 11.333° 동경 35.000° | 에티오피아         | 18km 정도                                              |
| 북위 11° 10′ 동경 35° 0′  / 북위 11.167° 동경 35.000° | 수단               | 6km 정도                                               |
| 북위 11° 7′ 동경 35° 0′  / 북위 11.117° 동경 35.000°  | 에티오피아         |                                                        |
| 북위 6° 28′ 동경 35° 0′  / 북위 6.467° 동경 35.000°   | 수단               | 9km 정도                                               |
| 북위 6° 24′ 동경 35° 0′  / 북위 6.400° 동경 35.000°   | 에티오피아         |                                                        |
| 북위 6° 1′ 동경 35° 0′  / 북위 6.017° 동경 35.000°    | 수단               | 6km 정도                                               |
| 북위 5° 58′ 동경 35° 0′  / 북위 5.967° 동경 35.000°   | 에티오피아         | 4km 정도                                               |
| 북위 5° 56′ 동경 35° 0′  / 북위 5.933° 동경 35.000°   | 수단               |                                                        |
| 북위 4° 37′ 동경 35° 0′  / 북위 4.617° 동경 35.000°   | 케냐               |                                                        |
| 북위 1° 58′ 동경 35° 0′  / 북위 1.967° 동경 35.000°   | 우간다             |                                                        |
| 북위 1° 40′ 동경 35° 0′  / 북위 1.667° 동경 35.000°   | 케냐               |                                                        |
| 남위 1° 32′ 동경 35° 0′  / 남위 1.533° 동경 35.000°   | 탄자니아           |                                                        |
| 남위 11° 34′ 동경 35° 0′  / 남위 11.567° 동경 35.000° | 모잠비크           |                                                        |
| 남위 13° 36′ 동경 35° 0′  / 남위 13.600° 동경 35.000° | 말라위             | 말라위 호수를 통과한다.                                |
| 남위 16° 47′ 동경 35° 0′  / 남위 16.783° 동경 35.000° | 모잠비크           |                                                        |
| 남위 19° 47′ 동경 35° 0′  / 남위 19.783° 동경 35.000° | 인도양             |                                                        |
| 남위 20° 46′ 동경 35° 0′  / 남위 20.767° 동경 35.000° | 모잠비크           |                                                        |
| 남위 24° 40′ 동경 35° 0′  / 남위 24.667° 동경 35.000° | 인도양             |                                                        |
| 남위 60° 0′ 동경 35° 0′  / 남위 60.000° 동경 35.000°  | 남극해             |                                                        |
| 남위 68° 59′ 동경 35° 0′  / 남위 68.983° 동경 35.000° | 남극               | 퀸모드랜드, 노르웨이가 영유권을 주장한다.              |

## 같이 보기
- 동경 34도
- 동경 36도